# Condado de Yavapai
O Condado de Yavapai (em inglês:  Yavapai County) é um dos 15 condados do estado americano do Arizona. A sede e maior cidade do condado é Prescott. Foi fundado em 9 de novembro de 1864.
O condado possui uma área de 21 051 km², dos quais 21 040 km² estão cobertos por terra e 11 km² por água, uma população de 211 033 habitantes, e uma densidade populacional de 10 hab/km² (segundo o censo nacional de 2010). É o quarto condado mais populoso do Arizona.